# Jean-Baptiste Amethier
Jean-Baptiste Amethier est un homme politique ivoirien, originaire de Bonoua, né le 2 octobre 1925 et mort le 1er juillet 2009. Il est le premier maire de la commune Bonoua et l'un des pionniers du Popo Carnaval de Bonoua. 

## Biographie

### Jeunesse et formation
Jean-Baptiste Amethier naît à Bonoua en 1925 dans la région du Sud-Comoé. Il fait ses études primaires à l'école primaire catholique de Grand-Bassam. il obtient le certificat d'études primaires élémentaires en 1939. En 1940, il est moniteur de l'enseignement à Bonoua. 
Il est ensuite admis au concours des commis des greffes et parquets en 1946. Quatre ans plutard, en 1950, il devient travailleur du tribunal d'Abidjan.
A partir de 1954, il part étudier en France à Poitiers avec d'autres ivoiriens dont l'ancien président de la Côte d'Ivoire Henri Konan Bédié et Arsène Usher Assouan. Il y étudie le droit et finit en 1958 avant de rentrer en Côte d'Ivoire. En 1961, il est admis à l'Ecole nationale d'administration de Paris.

### Carrière professionnelle
De 1960 à 1970 il occupe le poste de directeur de cabinet du Ministre de l'économie et des finances. En juillet 1974, il devient directeur de la société africaine de plantation d'hévéas. Il devient par la suite président du conseil d'administration des entreprises Kadjo et frère.

## Maire et engagement politique
Il devient maire de Bonoua en 1980. Il est le premier maire de la commune de Bonoua. Il dirige la commune jusqu'en 2000. Pendant son mandat, il travaille au développement de Bonoua. En tant que maire, Jean-Baptiste Amethier est à l’origine de projets phares de la commune comme la création du Parc M’ploussoué.
Il était membre du comité directeur du Parti démocratique de Côte d'Ivoire – Rassemblement démocratique africain.
Il créé en 1993 le groupe Institut supérieur de technique supérieur et de commerce(Instec). En 1995, il fonde la Fédération ivoirienne des petites et moyennes entreprises (Fipme) qu'il dirige jusqu'en 2000. Il est l'un des pionniers du Popo Carnaval de Bonoua en 1972.

## Décès
Jean-Batiste Amethier décède  le 1er juillet 2009. Il est inhumé le 16 juillet 2009 à Bonoua, sa terre natale.

## Distinctions
- Officier de l'ordre national[4]
- Médaillé du mérite sportif[4]
- Chevalier de la légion d'honneur (France)[4]
- Officier de l'ordre du mérite [4]

## Publications
- Jean-Baptiste Amethier, Le maire et les conseillers municipaux vous parlent, Abidjan, CEDA, 1996, 259 p. (ISBN 9782863942208)
- Jean-Baptiste Amethier, Mobilisation de l'épargne en milieu rural, 1989